# Ove Christensson
Ove Arnold Eugén Christensson, född 15 september 1903 i Helsingborg, död där 20 september 1974, var en svensk tecknare och skrivare.
Han var son till snickaren Frans Oscar Christensson och Augusta Svensson. Christensson drev en egen skrivbyrå och försåg ibland sina texter med egna illustrationer. Som konstnär var han autodidakt och hans illustrationer består av hyllningsadresser, vinjetter för ett 15-tal årsskrifter för Helsingborgs spanarkår och porträtt för Röster i radio.